# Првенство Јужне Америке у фудбалу 1959. (Еквадор)
Првенство Јужне Америке 1959. (Еквадор)  је било двадесет седмо издање овог такмичења, сада познатог по имену Копа Америка. Првенство се играло у Еквадору од 5. до 25. децембра 1959. године. На првенству је учествовало пет екипа. Уругвај је 10. пут у својој историји освојио првенство. Друго место припало је Аргентини, а треће Бразилу. Хосе Санфилипо, репрезентативац Аргентине, био је најбољи стрелац првенства са шест постигнутих голова.

## Учесници
На првенству Јужне Америке учествовало је пет репрезентација: домаћин Еквадор, Аргентина, Уругвај, Бразил и Парагвај. 
Колумбија, Чиле, Перу и Боливија нису учествовале на турниру . Бергеров систем је примењен и шампион је био тим који је сакупио највише поена.
1.  Аргентина

2.  Бразил

3.  Парагвај

4.  Еквадор

5.  Уругвај

## Град домаћин и стадион
| Гвајакил          | Гвајакил |
| ----------------- | -------- |
| Стадион Модело    |          |
| Капацитет: 42.000 |          |
|                   |          |

## Табела
| Репрезентација | И | Д | Н | И | ДГ | ПГ | ГР  | Бод. |
| -------------- | - | - | - | - | -- | -- | --- | ---- |
| Уругвај        | 4 | 3 | 1 | 0 | 13 | 1  | +12 | 7    |
| Аргентина      | 4 | 2 | 1 | 1 | 9  | 9  | 0   | 5    |
| Бразил         | 4 | 2 | 0 | 2 | 7  | 10 | −3  | 4    |
| Еквадор        | 4 | 1 | 1 | 2 | 5  | 9  | −4  | 3    |
| Парагвај       | 4 | 0 | 1 | 3 | 6  | 11 | −5  | 1    |

## Утакмице
| Бразил                 | 3–2 | Парагвај        |
| ---------------------- | --- | --------------- |
| Писанеши 25’, 39’, 55’ |     | Пароди 72’, 90’ |

| Уругвај                                                     | 4–0 | Еквадор |
| ----------------------------------------------------------- | --- | ------- |
| Силвеира 1’ (пен.) · Ескалада 28’ · Бергара 46’ · Перез 52’ |     |         |

| Аргентина                                  | 4–2 | Парагвај                 |
| ------------------------------------------ | --- | ------------------------ |
| Санфилипо 8’, 57’, 89’ (пен.) · Пицути 81’ |     | Инсфран 30’ · Кабрал 90’ |

| Уругвај                                 | 3–0 | Бразил |
| --------------------------------------- | --- | ------ |
| Ескалада 49’ · Бергара 67’ · Сасија 75’ |     |        |

| Еквадор  | 1–1 | Аргентина |
| -------- | --- | --------- |
| Рафо 20’ |     | Соса 62’  |

| Уругвај                                                        | 5–0 | Аргентина |
| -------------------------------------------------------------- | --- | --------- |
| Силвеира 9’ (пен.), 55’ (пен.) · Бергара 15’, 64’ · Сасија 25’ |     |           |

| Бразил                              | 3–1 | Еквадор  |
| ----------------------------------- | --- | -------- |
| Писанеши 23’ · Жералдо 42’ · Зе 45’ |     | Рафо 12’ |

| Аргентина                            | 4–1 | Бразил      |
| ------------------------------------ | --- | ----------- |
| Хигинио 2’ · Санфилипо 27’, 89’, 90’ |     | Жералдо 64’ |

| Парагвај   | 1–1 | Уругвај    |
| ---------- | --- | ---------- |
| Пароди 32’ |     | Сасија 88’ |

| Еквадор                                 | 3–1 | Парагвај        |
| --------------------------------------- | --- | --------------- |
| Спенсер 16’ · Балсека 25’ · Кањарте 74’ |     | Гомез 5’ (а.г.) |

## Листа стрелаца
На овом првенству укупно 21 стрелаца је постигло 40 голова, најбољи стрелац је био Хосе Санфилипо са 6 постигнутих голова
6 голова
- Санфилипо

4 гола
- Бергара
- Писанеши

3 гола
- Пароди
- Силвеира
- Сасија

2 гола
| - да Силва - Рафо - Ескалада |

1 гол
| - Пицути - Хигинио - Р.Х. Соса - Зе | - Спенсер - Кањарте - Балсека - Инсфран | - Кабрал - Д. Перез |

Аутогол
- Ромуло Гомез (за Парагвај)